# Jeff Barry
Jeff Barry, född 3 april 1938 i Brooklyn, New York, är en amerikansk musiker, låtskrivare och skivproducent. Barry komponerade under 1960-talet en stor mängd melodier för olika artister som blev stora hits. Han skrev flera av dem tillsammans med Ellie Greenwich, och de båda kom också att skriva låtar med Phil Spector. Barry skrev låtar åt artister som The Crystals, The Ronettes, The Shangri-Las, The Dixie Cups, The Righteous Brothers och Ike & Tina Turner.
Senare samskrev han och producerade jättehiten "Sugar, Sugar" för The Archies.
Barry tilldelades Ahmet Ertegün Award av Rock and Roll Hall of Fame 2010.